# George Clinton (musiker)
George Clinton (født 22. juli 1941) er grundlægger af Parliament/Funkadelic, et funk-kollektiv fordelt på to bands, som tog arven op efter James Brown i starten af halvfjerdserne med deres beskidte, politiske og aldeles vanvittige blanding af funk, rock og "decidedly bizarre lyrics" – som en anmelder udtrykte det. Over 40 mennesker var samlet under 'P-Funk' banneret, her-iblandt Bootsy Collins, Maceo Parker og andre flygtninge fra Godfather James Browns lejr.
Clinton, alias Dr. Funkenstein, er en af de få af 1970ernes store funk-kunstnere der formåede at holde hovedet nogenlunde oven vande i 1980erne elektriske discobølge. Mens hans Mothership-imperier Funkadelic og Parliament knækkede halsen i takt med 80ernes trommemaskinebeats, fortsatte han selv i en eksperimenterende retning med de nye elektroniske redskaber.
Modsat de fleste andre funkgiganter for hvem 1980'erne blev rent forfald, lykkedes det Clinton at forny sig. Hans 'Atomic Dog' fra pladen 'Computer Games' i 1982 formåede nemlig at bide hul i buksen på Michael Jacksons 'Billy Jean' og erobrede første-pladsen på R&B hitlisten i USA.
Herefter forlod han efterhånden P-Funk-lyden til fordel for rap og mere elektronisk produceret musik. Der var dog ikke længere den store opmærksomhed omkring ham. Fra slutningen af 1980erne og frem samarbejdede han bl.a. med Prince og trådte i karakter som producer for Red Hot Chili Peppers og forskellige hip hop navne – folk der huskede og havde respekt for P-funken. Særlig markant var Dr. Dre's brug af p-funk på solodebuten 'The Chronic', hvor p-funk'en blev omdøbt til g-funk – G som i Gangsta.
Fra 1995 er det lykkedes ham at opnå noget af en kultstatus, han har optrådt i reklamer (bl.a. Nike) og film og turnerer med sine P-Funk All Stars.
Clinton, der stadig er aktiv og turnerer en del, ynder at skabe mytiske figurer i forbindelse med sin musik: Foruden Dr. Funkenstein har det fantasifulde persongalleri omkring P-funk også bestået af folk som The Brides of Dr. Funkenstein, Uncle Jam og alle de glade Funkateers.
George Clinton udgav i øvrigt i 1998 en hyldest til hunde (!); 'Dope dogs'...

## Diskografi

### Albums
- 1974: Parliament: Up for the Down Stroke
- -: Best Of Parliament: Give Up The Funk
- 1978: Funkadelic: One Nation Under a Groove
- 1976-1981: The Best Of Funkadelic:
- 1983: George Clinton: Computer Games
- 1995: George Clinton: Dope Dogs